# Col de la Temple
Col de la Temple (3322 m n.p.m.) – przełęcz w grupie górskiej Écrins we francuskich Alpach Delfinackich.
Col de la Temple leży w głównym grzbiecie grupy Écrins, ok. 2,5 km na południe od szczytu Barre des Écrins. Oddziela ona Pic Coolidge (3774 m n.p.m., na północy) od szczytu Pic de la Temple (3391 m n.p.m., na południu).
Przełęcz posiada znaczenie turystyczne, stanowiąc przejście ze schroniska Refuge de Temple Écrins w dolinie Vénéon (na zachodzie) do zawieszonego u jej stóp, nad Czarnym Lodowcem, schronu Bivouac de la Temple.